# Tempietto di Sant'Emidio Rosso
Il tempietto di Sant'Emidio Rosso è stato edificato al di fuori delle vecchie mura cittadine di Ascoli Piceno e rappresenta uno dei siti religiosi dedicati a sant'Emidio, patrono della città.

## Storia e descrizione
Sorge nel quartiere di Porta Solestà poco distante dal ponte Romano e dalla fonte di sant'Emidio.
La dedicazione al santo ricorda che in quel luogo questi subì la pena della decapitazione e, secondo la tradizione agiografica, si incamminò, con in mano la sua testa, per raggiungere le grotte. Queste erano il luogo dove si era rifugiato coi compagni durante le persecuzioni, che divennero il posto del loro sepolcro ed in seguito sede dell'oratorio trasformato, nella prima metà del Settecento, nel tempietto di Sant'Emidio alle Grotte.
La piccola chiesa, a pianta ottagonale, finestrata e con basamento di travertino liscio, nasce come ampliamento del capitello votivo che custodiva il sasso della decapitazione.
La pietra è identificata col nome de “la cona de Santo Migno”. “Cona” è una parola che deriva dal greco bizantino (είκόνα) che vuol dire "ritratto" o "immagine" e "Santo Migno" che significa di modesta statura, piccolo, grazioso.
Il popolo dei fedeli ascolani ha destinato questa pietra a divenire la reliquia della memoria del martirio del santo cefaloforo, primo vescovo di Ascoli, conservandola ancora oggi al di sotto dell'unico altare all'interno della chiesetta.
I primi cristiani protessero il cippo racchiudendolo in un modesto capitello votivo che lo custodì per lunghi secoli.
Mancano dati certi tanto sul progettista quanto sugli esecutori della costruzione del tempietto. Gli storici ascolani forniscono due differenti versioni.
Una vuole che verso il 1500 i canonici del duomo divennero i custodi della pietra e nel 1562 provvidero a sistemare il piccolo capitello votivo aggiungendo una grata di protezione, pavimentandolo e intonacando le porzioni di muro. 
Nel 1571 intervennero nuovamente sul piccolo fabbricato per apportare migliorie alla pavimentazione dell'ingresso con sassi e pietre di loro proprietà. Tra il 1592 e il 1594 gli stessi canonici si adoperarono per operare un'ulteriore e definitiva sistemazione del capitello. Fecero realizzare lavori di maggior spesa, forse affidati al maestro lombardo Marco Bonera, che da alcuni si è creduto l'artefice di una prima struttura nella stessa forma ottagonale dell'attuale tempietto.
Altri storici, come Sebastiano Andreantonelli, Francesco Antonio Marcucci e Luigi Leporini, dichiarano che l'opera di costruzione del tempietto e la forma attuale fu data forse da Fulgenzio Morelli per incarico del vescovo Donati, che pose il proprio stemma al di sopra del portale, nel 1633. In realtà, il lapicida Morelli, che non era un architetto, era morto intorno alla metà del decennio precedente; la questione della paternità artistica resta dunque aperta. 
In particolare Andreantonelli riporta come prova dell'attribuzione l'epigrafe tuttora visibile sul portale:
"SANCTO.EPISCOPO.ET.MART.EMYGDIO.IN.LOCO.MARTYRII.EIVS.EREXIT.ET.DICAVIT.SIGISMVNDVS.DONATVS.DE.CORRIGIO.EPISC.ET.PRINC.ASCVLI.MDCXXIII(recte MDCXXXIII)"
(A Sant'Emidio, vescovo e martire di Ascoli, nel luogo del suo martirio, il vescovo e principe di Ascoli Sigismondo Donati da Correggio costruì e dedicò. 1623 (1633) )
Il tempietto si distingue per essere interamente dipinto, anche internamente, di rosso, colore che ricorda il sangue versato dal Martire. All'interno è il sobrio altare, al di sotto del quale è la pietra sulla quale, secondo la tradizione, pose il proprio capo Sant'Emidio all'atto della decollazione. Sopra l'altare è la modesta tela raffigurante la Decapitazione di Sant'Emidio, incorniciata da un dossale d'altare dipinto illusionisticamente alla maniera ascolana del XVIII secolo.
È un luogo di culto molto sentito nella devozione popolare ed anche per questo motivo è molto facile trovarlo aperto e frequentato da cittadini ascolani.

## Galleria d'immagini

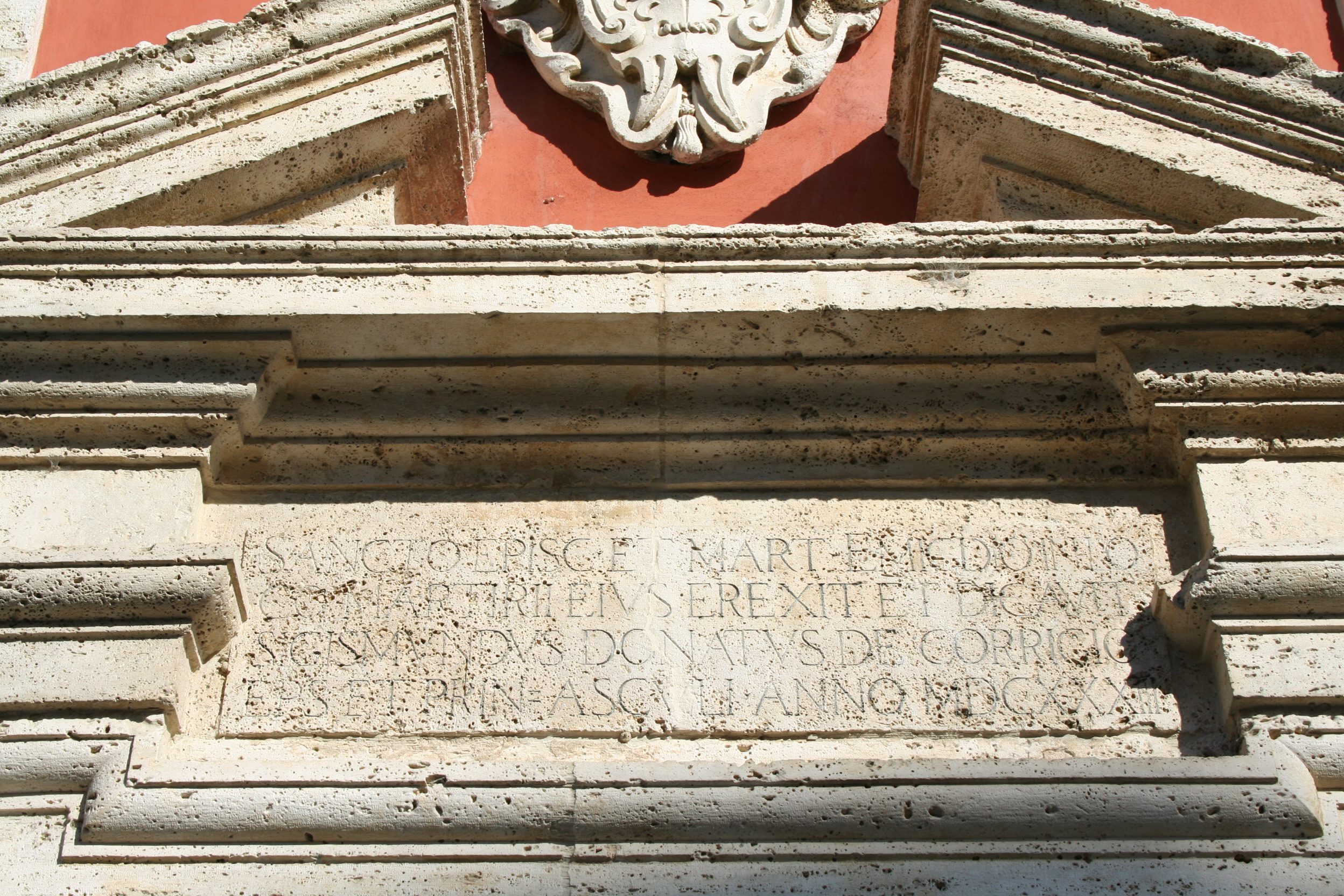
Epigrafe che attribuisce la costruzione del tempietto al vescovo Sigismondo Donati
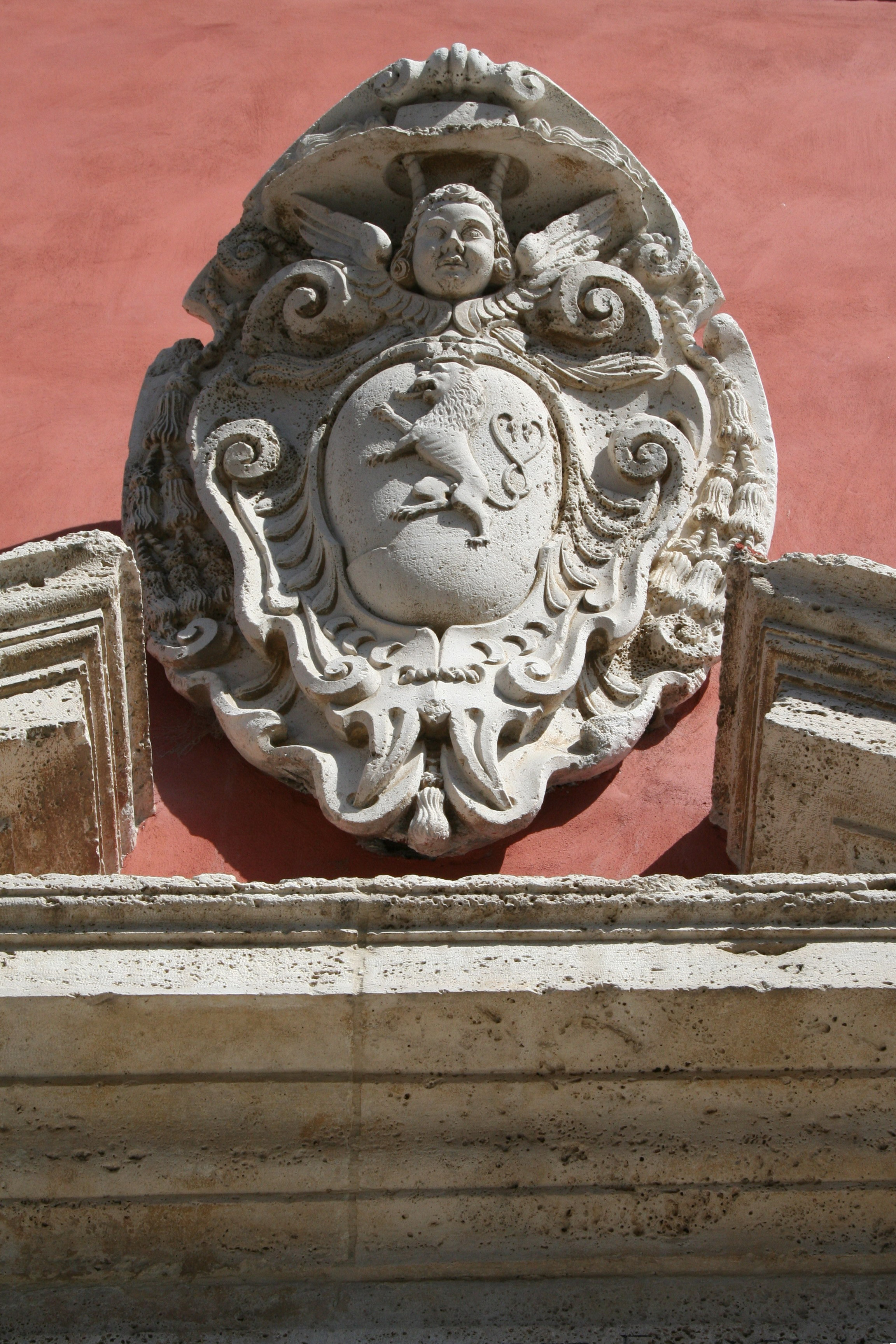
Stemma del vescovo Sigismondo Donati sulla facciata
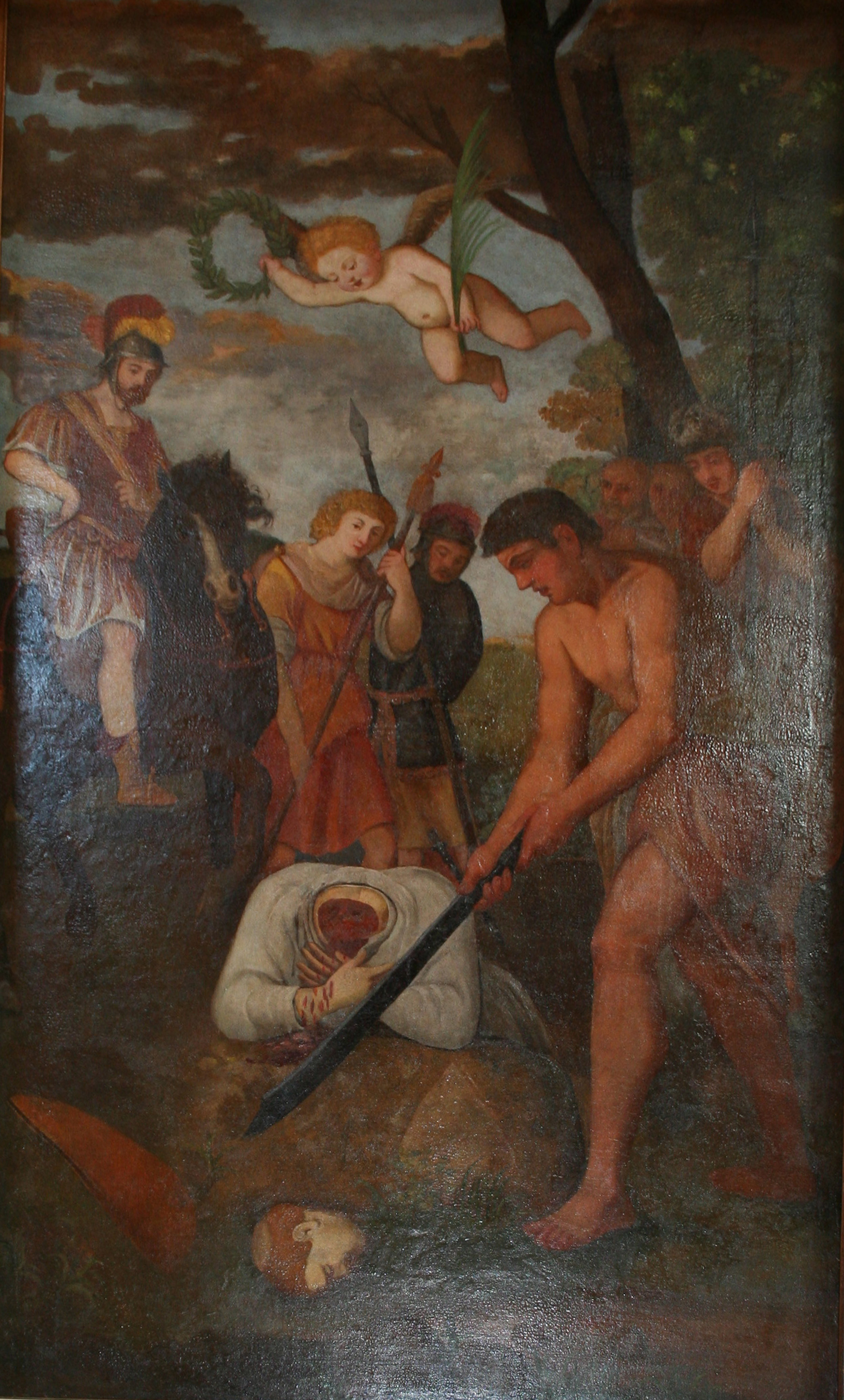
Quadro raffigurante la decollazione di Sant'Emidio
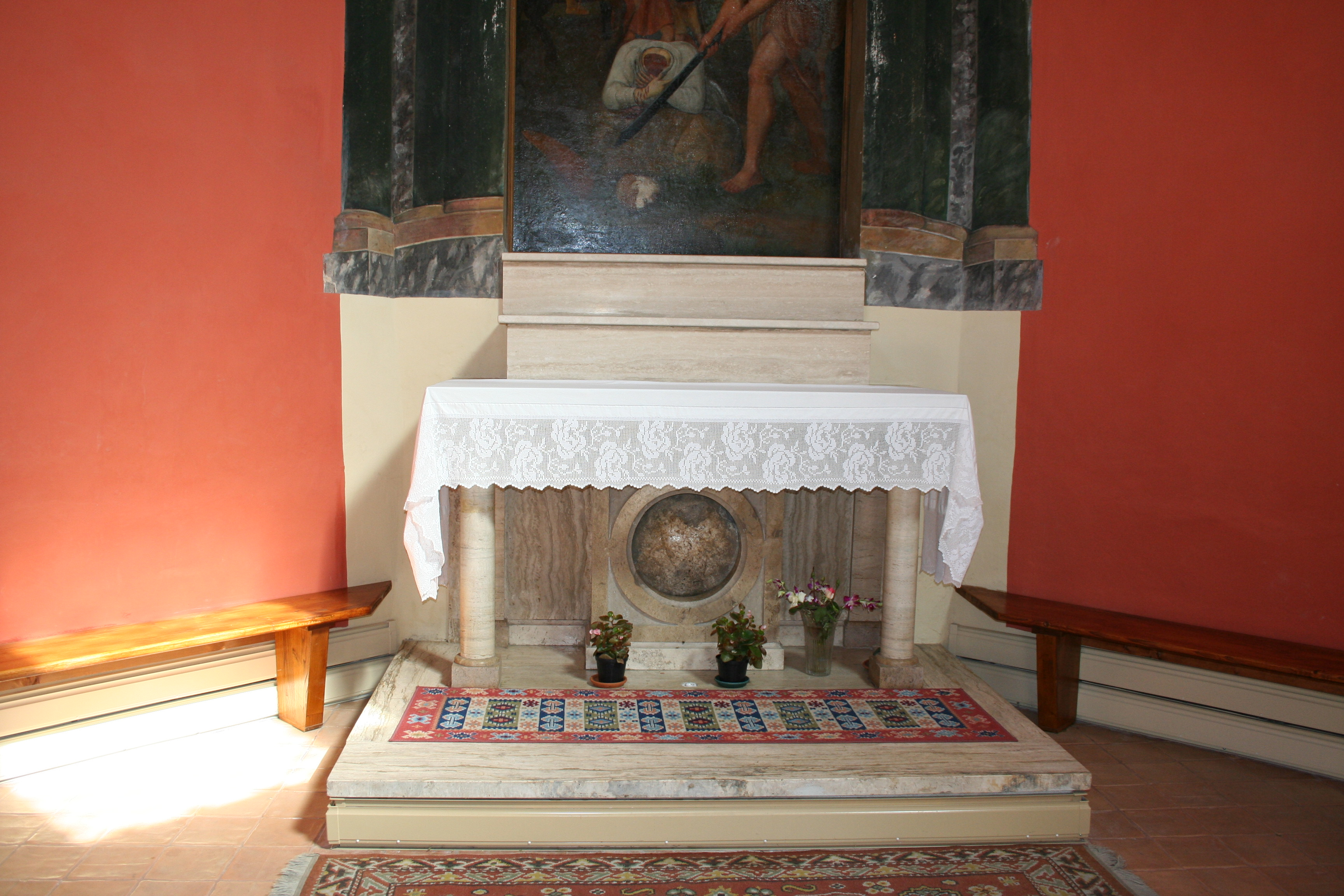
Altare e pietra della decollazione del Santo